# Ogród zoologiczny w Tallinnie
Ogród zoologiczny w Tallinnie – jedyny ogród zoologiczny znajdujący się na terytorium Estonii. Został założony 25 sierpnia 1939. W 1983 zoo zostało przeniesione na nowe tereny o powierzchni 87 ha w Veskimetsa, jednej z poddzielnic Haabersti. W 2011 ogród zoologiczny w Tallinnie odwiedziło 339016 zwiedzających. 31 grudnia 2011 w zoo żyło 7753 zwierząt z 595 gatunków: 1039 ssaków z 92 gatunków, 618 ptaków z 120 gatunków, 148 gadów z 45 gatunków, 154 płazów z 19 gatunków, 2334 ryb z 128 gatunków i 3460 bezkręgowców z 191 gatunków. Zoo posiada najbogatszą kolekcję kozłów śnieżnych i owiec na świecie. W zoo żyje również dużo ptaków: orłów, sępów, sów i żurawi.